# Froilán Tiberio Casas Ortiz
Froilán Tiberio Casas Ortiz (ur. 21 maja 1948 w Chiquinquirá) – kolumbijski duchowny rzymskokatolicki, w latach 2012–2023 biskup Neivy.

## Życiorys
Święcenia kapłańskie przyjął 9 grudnia 1972 i został inkardynowany do archidiecezji Tunja. Pracował głównie jako wykładowca seminarium archidiecezjalnego, a w latach 2011-2012 pełnił funkcję jego rektora. Był także m.in. proboszczem kilku parafii, kapelanem Sióstr Miłosierdzia w Bucaramanga oraz wikariuszem biskupim ds. zakonnych.
4 lutego 2012 otrzymał nominację na biskupa diecezji Neivy, zaś 24 marca 2012 otrzymał sakrę biskupią z rąk abp. Aldo Cavalliego, ówczesnego nuncjusza apostolskiego w Kolumbii.
14 kwietnia 2023 papież Franciszek przyjął jego rezygnację z urzędu biskupa Neivy.